# 人間科学
人間科学（にんげんかがく、英: Human science）とは、人間とそれに関連する諸問題を社会における人間の行動分析を通して解決しようとする多面的な総合科学である。

## 研究対象
元来の科学の分類である自然科学は人間以外の物質・生物などの科学、社会科学は人間社会の科学、人文科学は人間の文化の科学であり、人間そのものを対象とする科学がなかった。
現代社会では人々は何らかの形で科学技術の影響を受けておりそれに起因する問題も多い。特に生産活動に従事する人々は急速な技術革新と直接的に接触する環境にあることから極めて多様で多面的な問題に直面することとなった。そこで科学技術と人間との相関について、人間性の尊重や人間能力の新たな開発という見地から、従来の労働医学や労働衛生学、精神衛生学などの分野を超えた総合的な立場から研究が行われるようになった。
20世紀初頭からそうした方面への関心が、ヨーロッパを中心に芽生え、さまざまな試みがなされてきたが、学部として組織されるようになってきた。日本でも平成になり、各大学に新規に学部、学科が作られ研究されている。

## 日本の大学の課程設置状況
（）内は設置年度
- 大阪大学 人間科学部（1972年）
- 筑波大学 人間学群（旧 人間学類1975年/ 2007年改編）
- 文教大学 人間科学部（1976年）
- 岩手大学 人文社会科学部人間科学科（1977年）
- 札幌学院大学 人文学部人間科学科（1977年）
- 慶應義塾大学 文学部人間科学専攻（1981年）
- 常磐大学 人間科学部（1983年）
- 早稲田大学 人間科学部（1987年）
- 京都大学 総合人間学部（1992年）
- 神戸女学院大学 人間科学部（1993年）
- 大阪府立大学 人間社会学部人間科学科（1995年）
- 琉球大学 法文学部人間科学科（1997年）
- 横浜国立大学 教育人間科学部（1998年）
- 山梨大学 教育人間科学部（1998年）
- 新潟大学 教育人間科学部（1998年 - 2007年）
- 人間総合科学大学 人間科学部（2000年）
- 広島文教女子大学 人間科学部（2000年）
- 大阪人間科学大学（2001年）
- 大阪経済大学 人間科学部（2002年）
- 尚絅学院大学　総合人間科学部（2003年）
- 上智大学 総合人間科学部（2005年）
- 東北学院大学 教養学部人間科学科（2005年）
- 神奈川大学 人間科学部（2006年）
- 創価大学 文学部人間学科（2007年）
- 関西学院大学 人間福祉学部人間科学科（2008年）
- 東京都市大学 人間科学部（2009年）
- 東京女子大学 現代教養化学部人間科学科（2009年）
- 鈴鹿国際大学 国際人間科学部人間科学科（2010年）
- 専修大学 人間科学部（2010年）
- 日本大学 人間総合科学部（2016年）[要出典]

## 関連する学問
- 教育学
  - 発達科学
  - 臨床教育学 - 臨床教育人間学
  - 児童学
  - 人間環境学
- 心理学
  - 臨床心理学
  - 生涯発達学
  - 人間行動学
- 看護学
- 社会福祉学
- 社会経済学
- 心身健康科学
- 哲学 - 例えば、文化表象学など。
- 体育学